# Amazonspinther
Genre
Amazonspinther est un genre de poissons téléostéens de la famille des Characidae et de l'ordre des Characiformes. Le genre Amazonspinther est monotypique, c'est-à-dire qu'il n'est composé que d'une seule espèce, Amazonspinther dalmata.

## Liste d'espèces
Selon FishBase (08 juin 2015) :
- Amazonspinther dalmata Bührnheim, Carvalho, Malabarba & Weitzman, 2008